# 福井県道28号福井朝日武生線
福井県道28号福井朝日武生線（ふくいけんどう28ごう ふくいあさひたけふせん）は、福井県福井市と越前市を結ぶ主要地方道（福井県道）である。

## 概要
福井市中心部では福井鉄道福武線との併用になっており、その分岐付近から南西へ折れ越前町役場付近を経て越前市へ向かい、同市武生市街地西部を経て同市塚原町で国道8号と合流する。また、越前市の入口となる同市余田町で分岐して、福井県営の丹南総合公園へ向かう約350 mの支線（本線道路幅の拡張扱い）がある。福井市西部の清水地区（旧清水町）から鯖江市にかけての区間は、集落を縫う路線から丹南広域農道を公道化する形で差し替えた部分が多く、越前市の武生市街地以南の区間は福井市街の軌道併用部と同様に旧国道8号の区間である。

### 路線データ
- 起点：福井県福井市中央一丁目（福井県道5号福井加賀線交点）
- 終点：福井県越前市塚原町（国道8号・国道365号交点）

## 歴史
- 1993年（平成5年）5月11日 - 建設省（現・国土交通省）から、県道鯖江丸岡線の一部・県道福井朝日線・県道鯖江武生朝日線の一部・県道武生西鯖江線の一部が福井朝日武生線として主要地方道に指定される[1]。
- 1994年（平成6年）4月1日 - 福井県が路線認定。

## 路線状況

### 別名
- フェニックス通り（福井市幸橋北詰交差起点 - 福井市新木田交差）
- 公園通り（福井市山奥交差 - 福井市渕）
- 青年の道（鯖江市）

### 重複区間
- 福井県道32号清水美山線（福井市真栗町・真栗交差点 - 福井市坪谷町）
- 福井県道185号鯖江清水線（福井市坪谷町 - 丹生郡越前町田中・田中口交差点）
- 福井県道188号石田家久停車場線（鯖江市上氏家町 - 越前市家久町・武生商校口交差点）
- 福井県道212号寺武生線（越前市芝原四丁目・芝原四丁目交差点 - 同・芝原団地口交差点）

## 地理

### 通過する自治体
- 福井市
- 丹生郡越前町
- 鯖江市
- 越前市

### 交差する道路

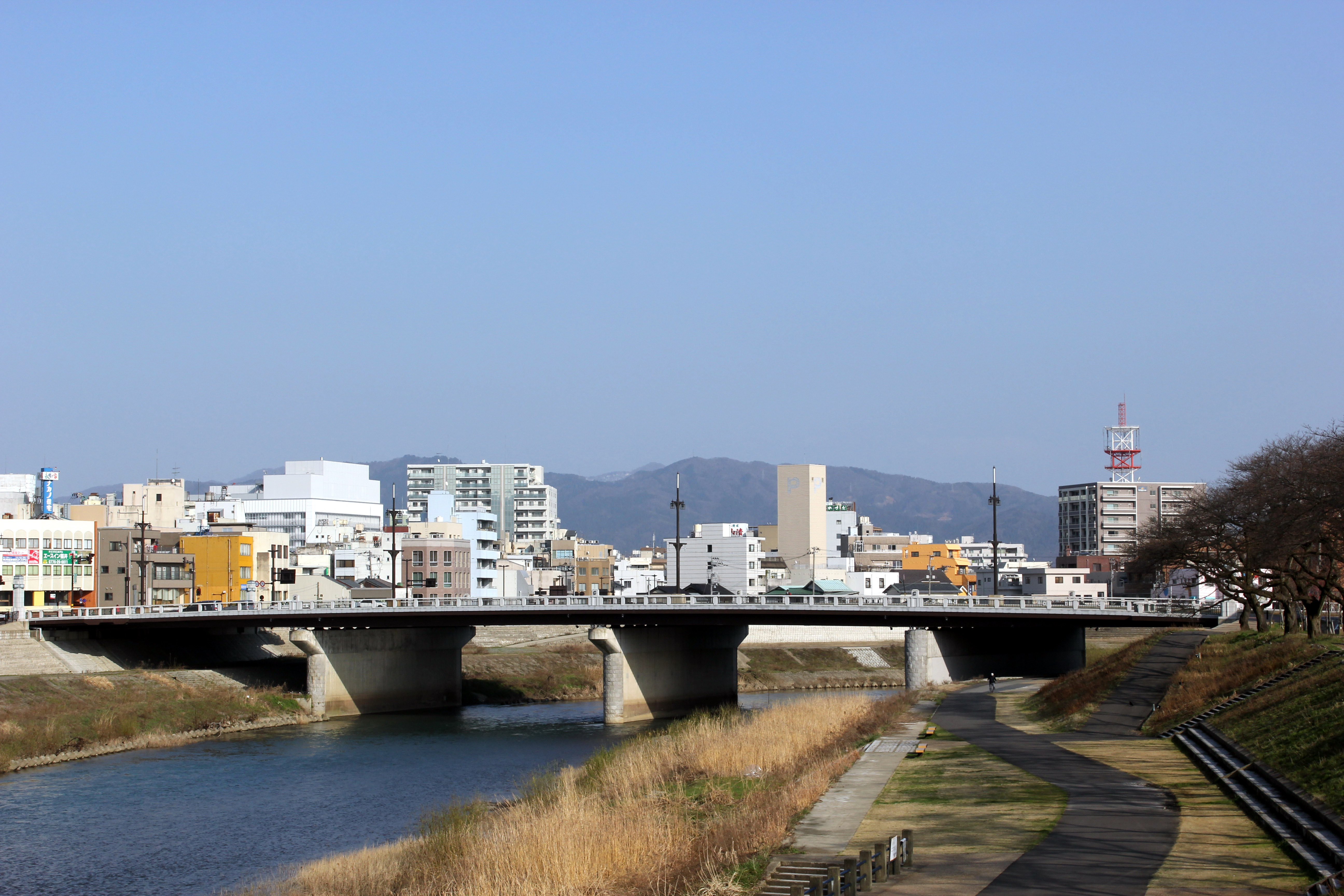
足羽川に架かる幸橋

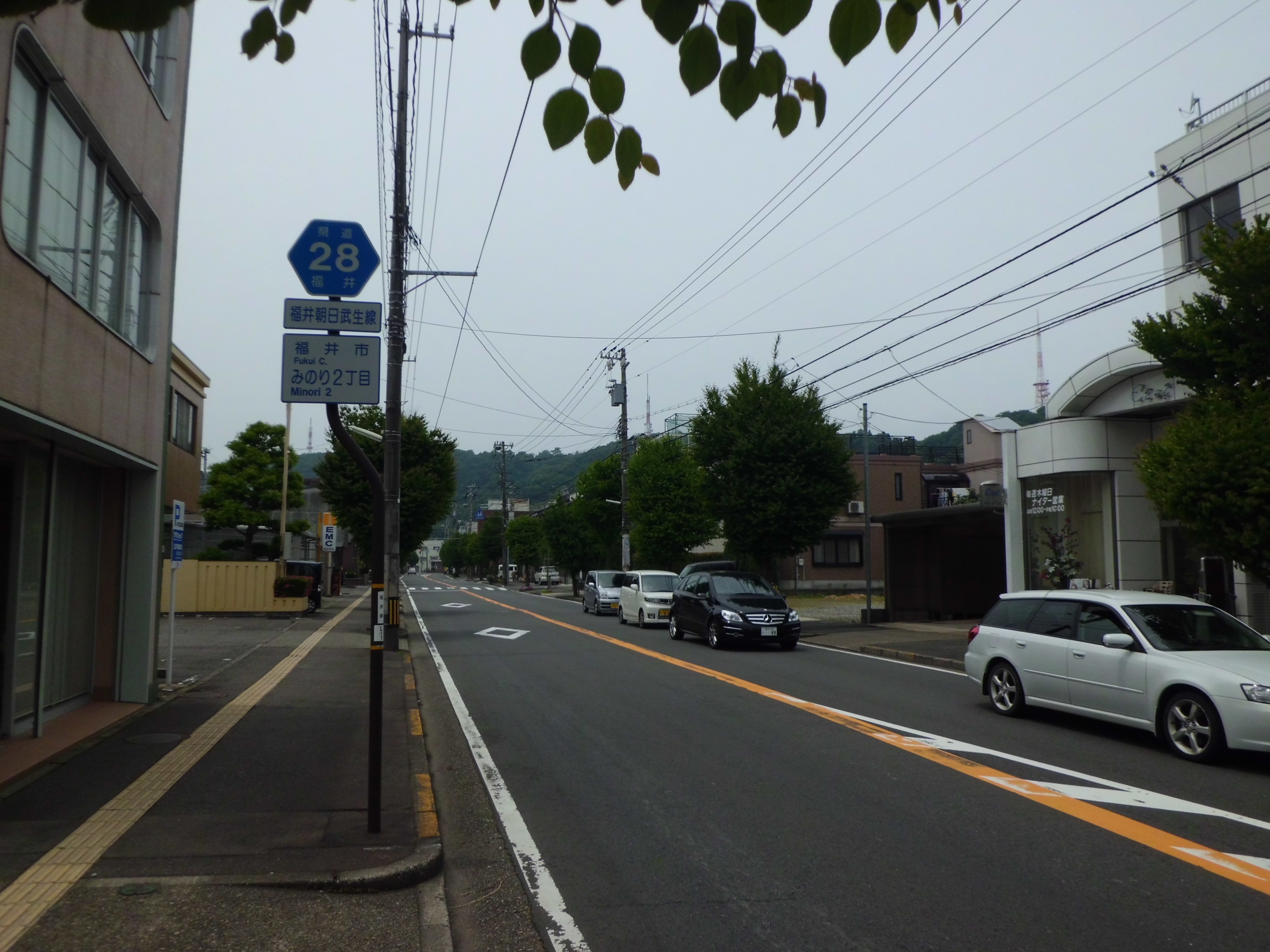
新木田交差点より西を望む

- 福井県道5号福井加賀線 城の橋通り（福井市中央一丁目・幸橋北詰交差点、起点）
- 福井県道180号東郷福井線・福井県道229号福井鯖江線 フェニックス通り（福井市西木田一丁目・新木田交差点）
- 福井県道177号山奥九十九橋線 公園通り（福井市みのり二丁目・山奥町交差点）
- 西環状線（福井市渕二丁目・渕町交差点）
- 福井県道253号清水麻生津線（福井市田尻栃谷町・田尻栃谷南交差点 -＜重複＞- 同市田尻栃谷町）
- 福井県道265号ふくい健康の森線（福井市島寺町・島寺交差点）
- 旧丹南広域農道（福井市島寺町・島寺交差点 -＜重複＞- 越前町田中・田中交差点）
- 福井県道32号清水美山線（福井市真栗町・真栗交差点 -＜重複＞- 福井市坪谷町）
- 福井県道185号鯖江清水線（福井市坪谷町 -＜重複＞- 丹生郡越前町田中・田中口交差点）
- 国道417号（丹生郡越前町気比庄・西田中交差点）
- 旧丹南広域農道（鯖江市上川去町 -＜重複＞- 同市上野田町）
- 福井県道189号青野鯖江線（鯖江市持明寺町）
- 福井県道104号鯖江織田線（鯖江市下野田町）
- 福井県道188号石田家久停車場線（鯖江市上氏家町 -＜重複＞- 越前市家久町・武生商校口交差点）
- 福井県道229号福井鯖江線（越前市家久町・武生商校口交差点）- 東方向は福井県道188号石田家久停車場線重複
- 福井県道212号寺武生線（越前市家久町・武生商校口交差点 -＜重複＞- 越前市芝原四丁目・芝原団地口交差点）
- 福井県道2号武生美山線（越前市新保一丁目・新保交差点）
- 福井県道190号小曽原武生線（越前市中央二丁目・大虫口交差点）
- 福井県道19号武生米ノ線（越前市高瀬一丁目・高瀬交差点）
- 国道365号（越前市塚原町・塚原交差点、終点） - 西方向は旧丹南広域農道重複
- 国道8号（越前市塚原町・塚原交差点、終点） - 東方向は福井バイパス事業区間、かつ国道365号重複

### 沿線の施設
- 幸橋
- 福井商工会議所
- おさごえ民家園
- 福井運動公園
- 福井県立科学技術高等学校
- 朝宮橋
- PLANT-3清水店
- 福井市清水健康管理センター・福井市清水連絡所
- スーパーホームセンターヤマキシ朝日店
- 福井県丹南土木事務所丹生土木部
- 越前町立図書館
- 鯖江警察署丹生分庁舎
- 川去駅跡
- 福井県立鯖江青年の家
- 福井県丹南運転者教育センター
- 丹南総合公園
- シピィ
- 福井県南越合同庁舎
- 福井地方裁判所武生支部
- 武生中央公園
- 越前警察署
- 南越消防組合消防本部
- 紫式部公園